# Euproctis schaliphora
Euproctis schaliphora är en fjärilsart som beskrevs av Collenette. Euproctis schaliphora ingår i släktet Euproctis och familjen tofsspinnare. Inga underarter finns listade i Catalogue of Life.